# Edmund Dalbor
Edmund Dalbor (30 de outubro de 1869 - 13 de fevereiro de 1926) foi um cardeal polonês da Igreja Católica Romana . Ele serviu como arcebispo de Gniezno e Poznań , assim primata da Polônia , de 1915 até sua morte. Dalbor foi elevado ao cardinalato em 1919.

## Biografia
Edmund Dalbor nasceu em Ostrów Wielkopolski, filho de Władysław e Katarzyna (née Rutkowska) Dalbor. Confirmado em 7 de novembro de 1889, ele foi educado na Escola de Gramática Masculina em Ostrow, na Universidade de Münster , e no seminário de Gniezno e Poznań antes de viajar para Roma em 1892 para aprofundar seus estudos.
Enquanto em Roma, Dalbor foi ordenado para o sacerdócio do cardeal Lucido Parocchi em 25 de fevereiro de 1893. Ele obteve seu doutorado em Direito Canônico da Pontifícia Universidade Gregoriana, em 6 de Julho de 1894, e se tornou um paroquial vigário em Poznań ao voltar para a Polónia . Depois de servir como vigário da archcathedral e diretor da chancelaria , Dalbor foi para Gniezno , onde foi professor em seu seminário e penitenciária de sua catedral . Ele se tornou um canon teólogo da catedral capítulo de Poznań em 1901, servindo também como confessor e capelão das Irmãs da Caridade de Santa Isabel . Foi elevado a posto de vigário geral de Poznań em 1909 e Prelado nacional de Sua Santidade em 23 de novembro de 1914.
Em 30 de junho de 1915, Dalbor foi nomeado arcebispo de Gniezno e Poznań pelo papa Bento XV ; como arcebispo, ele também foi o líder espiritual da Igreja na Polônia . Ele recebeu sua consagração episcopal no dia 21 de setembro do Felix Cardeal von Hartmann , com os Bispos Adolf Bertram e Wilhelm Kloske servindo como co-consagradores .
Bento XV criou-o Cardeal-Sacerdote de San Giovanni a Porta Latina no consistório de 15 de dezembro de 1919. Dalbor mais tarde participou do conclave papal de 1922 , que elegeu o Papa Pio XI .
O cardeal morreu em Poznań, aos 56 anos. Ele está enterrado na catedral de Gniezno.